# District de Shopian
Le district de Shopian (ourdou : ضلع شوپیاں) est un district du territoire du Jammu-et-Cachemire, en Inde.

## Géographie
Au recensement de 2011, sa population compte 266 215 habitants.
Son chef-lieu est la ville de Shopian.